# Jan Jacob Slauerhoff
Jan Jacob Slauerhoff (Leeuwarden, 15 septembre 1898 — Hilversum 5 octobre 1936) fut un poète et un romancier néerlandais, un des plus importants de l'entre-deux-guerres et une des rares figures romantiques dans la littérature contemporaine néerlandaise. Bien que le nom complet de Slauerhoff fût Jan Jacob Slauerhoff, son prénom usuel était Jan. Toutes ses œuvres ont été publiées dès le début sous le nom de J. Slauerhoff, même si quelques éditeurs par la suite ont utilisé J.J. Slauerhoff.

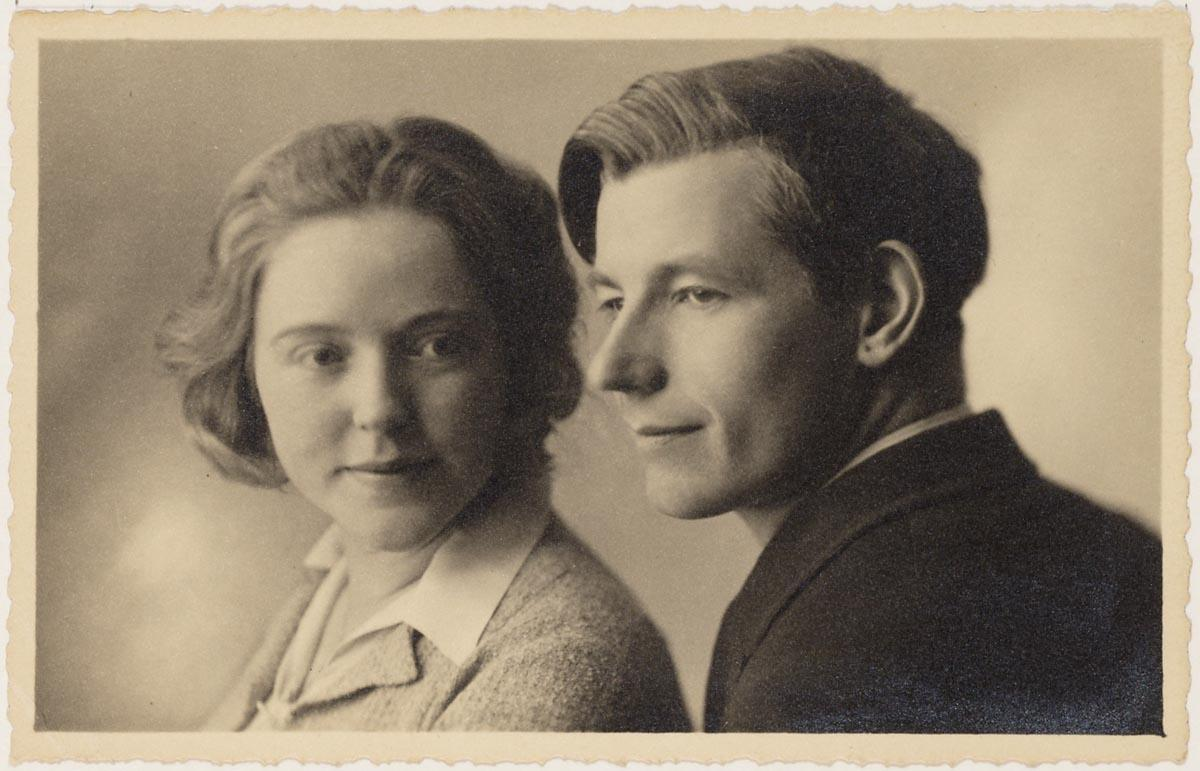
Jan Jacob Slauerhoff et la danseuse Darja Collin, avec qui il fut marié entre 1930 et 1935.

## La jeunesse (1898-1910)
Jan Jacob Slauerhoff (Jan était son prénom usuel) était le cinquième de six enfants dans une famille de commerçants protestants, orthodoxes mais modérés, de Leeuwarden. Il souffrait de crises d'asthme et, pour y apporter quelque soulagement, il passait chaque année quelques mois dans le Vlieland chez sa famille maternelle.

## Le lycéen et l’étudiant (1910-1923)
Slauerhoff fréquenta le Lycée Moderne à Harlingen ; en 1916 il s’installa à Amsterdam pour y étudier la médecine. Au temps où il était étudiant, il fit la connaissance de Simon Vestdijk et il écrivit ses premiers poèmes dont quelques-uns furent publiés dans le journal d'étudiants Propria Cures. En 1919 il tomba amoureux de Truus de Ruyter, une étudiante néerlandaise. Slauerhoff ne participait en aucune façon à la vie traditionnelle des étudiants, mais préférait une vie de bohème, à l’imitation de ses héros, les poètes symbolistes français Baudelaire, Verlaine, Corbière et Rimbaud.
En 1921, Slauerhoff publia ses premiers poèmes sérieux dans le magazine littéraire Het Getij ("La Marée"). Son premier recueil de vers, Archipel fut publié en 1923, époque où il avait rompu ses fiançailles avec Truus de Ruyter, estimant qu’il n’était pas prêt à s’engager pour si longtemps.

## Le Médecin et l’Écrivain
La même année 1923, Slauerhoff termina ses études à l’université où il s’était fait peu d’amis et beaucoup d’ennemis. Devant la difficulté à s’installer comme médecin aux Pays-Bas il décida se s’engager comme chirurgien sur navire au service de la compagnie de navigation des Indes orientales néerlandaises, mais il fut tout de suite desservi par la faiblesse de sa constitution. Dès son premier voyage, il souffrit d’un saignement d’estomac et de crises d’asthme. Il retourna donc aux Pays-Bas où il assura pendant peu de temps quelques remplacements en tant que médecin.
Après avoir pratiqué pendant quelques mois en collaboration avec un médecin de Haarlem, il signa chez une autre compagnie de navigation, la Java-China-Japan Line, et navigua de nouveau en Extrême-Orient. Jusqu’à la fin de son contrat, en 1927, il fit de nombreux voyages en Chine, à Hong-Kong et au Japon.
En 1928, Slauerhoff se mit au service de la Koninklijke Hollandsche Lloyd et fit quelques voyages en Amérique latine. Sa santé s’améliora un peu et sa production littéraire augmenta : jusqu’en 1930, six recueils de vers et deux recueils de nouvelle furent publiés. C’est à Eddy du Perron, critique littéraire et ami de Slauerhoff, qu’on doit cette production régulière. En 1929, pendant les quelques mois où Slauerhoff demeura chez Du Perron, dans son hôtel particulier, celui-ci l’aida à mettre au point puis à éditer nombre de ses poèmes et de ses récits.
À partir de 1929, Slauerhoff demeura davantage aux Pays-Bas. Il travailla à la clinique universitaire d’Utrecht aux services de dermatologie et des maladies vénériennes. En septembre 1930, il épousa Darja Collin, danseuse et professeur de danse, ce fut le début d'une période de sa vie heureuse mais courte. En 1931 il tomba à nouveau malade (grippe et pneumonie) et partit reprendre des forces dans la station thermale de Merano en Italie. Sa femme le suivit en 1932, pour qu’il assistât à la naissance de leur premier enfant qui malheureusement était mort-né, ce qui provoqua une dépression sérieuse chez Slauerhoff, alors que ses maux physiques étaient extrêmes.
Par la suite, en 1932, il recommença à naviguer, signant un contrat avec la Holland-West-Afrikalijn. Sa mauvaise santé générale continuait de l'inquiéter, mais il pensait qu’aller en Afrique du Nord lui serait profitable. En mars 1934, il créa son cabinet médical à Tanger (alors sous protectorat international), mais l’abandonna dès octobre. Ses périodes de maladie devenaient plus longues et les symptômes plus sérieux tandis que ses relations avec Darja se dégradaient.
Sa réputation d’écrivain grandissait cependant. On appréciait beaucoup ses romans Het verboden rijk (Le Royaume défendu, 1932) et Het leven op aarde (La Vie sur la Terre, 1934) et en 1933 son recueil de vers Soleares reçut le prix Van der Hoogt.
L'année 1935 le vit voyager davantage sur la mer, mais ce fut aussi l’année de son divorce d’avec Darja Collin. Dans cette période de sa vie, Slauerhoff se brouilla avec beaucoup de ses relations littéraires, parmi lesquelles Du Perron et Vestdijk. Pendant son dernier voyage, en Afrique du Sud, il tomba sévèrement malade de la malaria alors qu’il souffrait déjà d’une tuberculose négligée et il revint à Merano pour se remettre une nouvelle fois.
Mais cette fois, c'était trop tard. Toujours malade, il retourna aux Pays-Bas en 1936 pour s’installer dans une résidence médicalisée de Hilversum, où il mourut le 5 octobre, juste après son 38e anniversaire et un mois après la publication de son dernier recueil de vers, Een eerlijk zeemansgraf (La tombe d'un honorable marin).

## Éditions posthumes

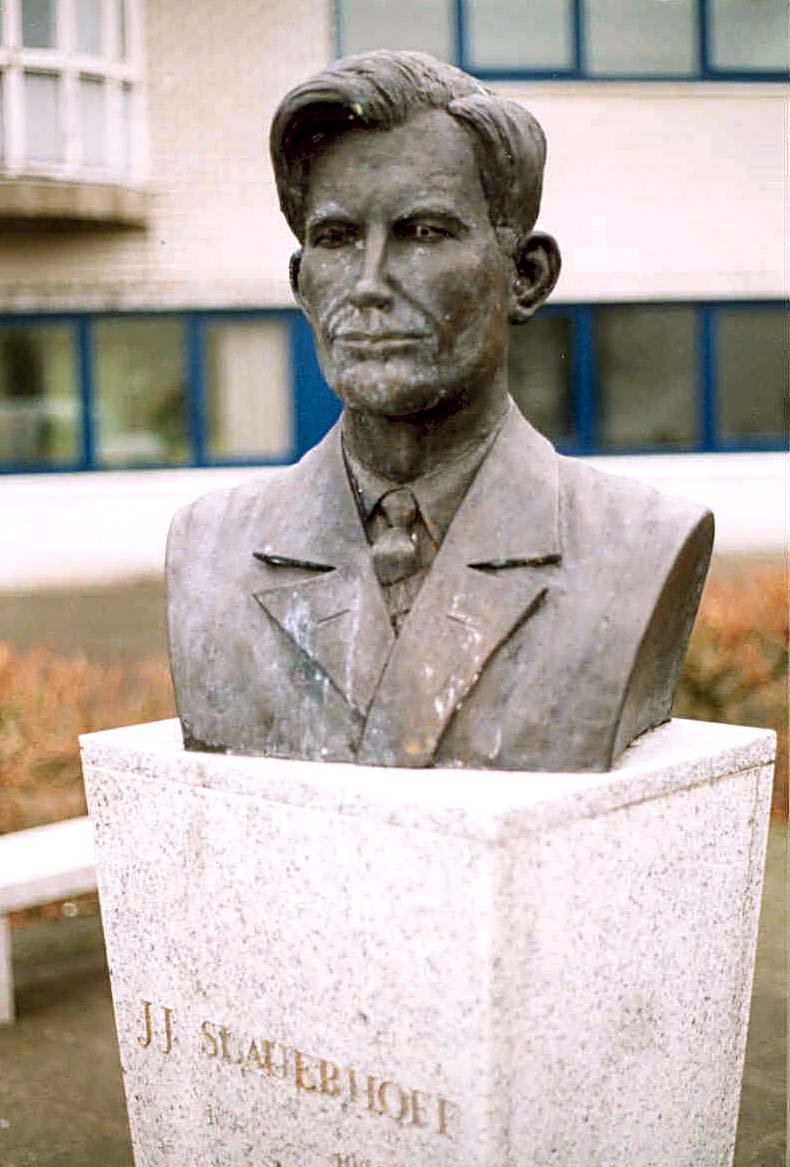
Un buste de Slauerhoff à Huizum au Pays-Bas.

Au moment de sa mort Slauerhoff avait presque terminé deux œuvres : un roman original, De opstand van Guadalajara (La Révolte de Guadalajara) et la traduction de In de schaduw van den leider (Dans l'Ombre du Leader), de Martin Luis Guzmán ; elles ont été publiées à titre posthume en 1937.
Un Comité pour la préparation des œuvres complètes de Slauerhoff a été constitué. Réunissant des personnages éminents de la littérature, il compte quelques amis de Slauerhoff dont D.A.M. Binnendijk, Menno ter Braak, N.A. Donkersloot, J. Greshoff, K. Lekkerkerker, Hendrik Marsman, Adriaan Roland Holst et Constant van Wessem. Du Perron a contribué à l’élaboration d’un plan général pour ordonner et regrouper le contenu, mais n’a pas voulu continuer à participer.
Le travail a progressé lentement, ralenti par les événements de la Seconde Guerre mondiale. Le premier volume a paru en 1941, et la série de huit volumes n'a pas été achevée avant 1958. Deux des membres du Comité, Ter Braak et Marsman, sont morts au début de la guerre et l'éditeur, Nijgh en Van Ditmar, renonça à mi-chemin du projet, si bien que le volume destiné à l’apparat critique a été abandonné et le dernier volume, contenant les essais de Slauerhoff, a été publié de façon indépendante par Lekkerkerker.
Lekkerkerker, qui s’est consacré à la recherche des textes de Slauerhoff et prend soin de son héritage littéraire, continue depuis à retrouver les manuscrits et les publications non encore réunies pour les étudier et les publier, permettant ainsi des versions plus exactes et plus complètes, et la publication dans les années 1980 d’éditions définitives de la prose de Slauerhoff.

### Poésies
- Archipel (1923)
- Clair-obscur (1927)
- Oost-Azië (sous le pseudonyme de John Ravenswood)
- Eldorado (1928)
- Fleurs de marécage (1929, en français)
- Saturnus (1930, édition revue et augmentée de Clair-obscur)
- Yoeng Poe Tsjoeng (traductions du chinois et poèmes originaux, 1930)
- Serenade (1930)
- Soleares (1933)
- Een eerlijk zeemansgraf (1936)
- Verzamelde gedichten (1947)
- Al dwalend (poèmes inédits, 1947)
- Alleen in mijn gedichten kan ik wonen (anthologie, 1978)

### Prose originale
- Het Lente-eiland en andere verhalen (1930, histoires courtes)
- Schuim en asch (1930, histoires courtes)
- Het verboden rijk (1932, nouvelle)
- Het leven op aarde (1934, nouvelle)
- De opstand van Guadalajara (1937, nouvelle posthume)
- Verzameld proza (1961)
- Verwonderd saam te zijn (1987, histoire courtes et pièce en un acte [1928-1935])
- Alleen de havens zijn ons trouw (1992, récits de voyages, histoires courtes [1927-1932])

### Œuvres traduites
La prose de Slauerhoff a été traduite dans certaines langues européennes. Un aperçu incomplet :
- (de) Das verbotene Reich (est la traduction en allemand de Het verboden rijk, 1995 ;  (ISBN 3-608-95379-5)
- (de) Christus in Guadalajara (est la traduction en allemand de De opstand van Guadalajara, 1998 ;  (ISBN 3-518-22278-3)
- (en) The forbidden kingdom. Transl. from the Dutch by Paul Vincent. London, Pushkin, 2012.  (ISBN 978-1-906548-88-9)
- (fr) La Révolte de Guadalajara, trad. Daniel Cunin, éd. Circé, 2008,  (ISBN 978-2-84242-246-2)
- (fr) Le Royaume interdit, trad. Daniel Cunin, éd. Circé, 2009,  (ISBN 978-2-84242-263-9)
- (fr) Écume et cendre (est la traduction en français de Schuim en as[ch], par S. Roosenburg, 1975 ; cet ouvrage ne possède pas de N° ISBN)
- (fr) Fleurs de marécage (Moerasbloemen). Trad. par J. Slauerhoff. Ed. Stols, Bruxelles, 1929. 3e éd: Stols, Maestricht, 1934. 4e, enl. ed., avec trad. par Hans van Straten. 's-Gravenhage, Nijgh & Van Ditmar, 1986.  (ISBN 90-236-5647-4)
- (fy) 'Sielesâlt', (néerlandais : Zielezout ; c'est-à-dire sel de l'âme), est un CD en frison occidental de Nynke Laverman. Il contient sept poèmes de Slauerhoff
- (it) La rivolta di Guadalajara (est la traduction en italien de De opstand van Guadalajara, par Fulvio Ferrari avec une postface de Cees Nooteboom, 1999 ;  (ISBN 88-7091-078-4)
- (pt) O reino proibido (est la traduction en portugais de Het verboden rijk, par Patrícia Couto et Arie Pos, 1998 ;  (ISBN 972-695-315-4)